# Bahnhof Owari-Ichinomiya
Der Bahnhof Owari-Ichinomiya (jap. 尾張一宮駅, Owari-Ichinomiya-eki) ist ein Bahnhof auf der japanischen Insel Honshū. Er wird von der Bahngesellschaft JR Central betrieben und befindet sich in der Präfektur Aichi auf dem Gebiet der Stadt Ichinomiya, nordwestlich von Nagoya. Unmittelbar nebenan befindet sich der Bahnhof Meitetsu Ichinomiya von Meitetsu.

## Verbindungen
Owari-Ichinomiya ist ein Zwischenbahnhof an der Tōkaidō-Hauptlinie der Bahngesellschaft JR Central, einer der bedeutendsten Bahnstrecken Japans, die von Kōbe über Osaka und Nagoya nach Tokio führt. JR Central und JR West bieten gemeinsam zwei Schnellzug-Gattungen an. Acht Shirasagi-Zugpaare täglich verbinden den Bahnhof Nagoya mit Gifu, Maibara und Tsuruga. Außerdem halten drei tägliche Hida-Zugpaare, die von Nagoya über Gifu nach Takayama und zurück fahren, ebenfalls in Owari-Ichinomiya.
Im Regionalverkehr auf der Tōkaidō-Hauptlinie gibt es tagsüber an Werktagen acht bis zehn Züge je Stunde, während der Hauptverkehrszeit bis zu 13. Es werden vier Gattungen von Eilzügen unterschieden. Allen gemeinsam ist, dass zwischen Toyohashi und Gifu die Anzahl der Halte variiert; zwischen Gifu und Maibara halten sie hingegen an allen Bahnhöfen. Ihre Bezeichnungen lauten „Special Rapid“ (特別快速, Tokubetsu kaisoku), „New Rapid“ (新快速, Shin kaisoku), „Rapid“ (快速, Kaisoku) und „Semi Rapid“ (区間快速, Kukan kaisoku). Hinzu kommen Lokalzüge mit Halt an allen Bahnhöfen zwischen Gifu und Toyohashi, wobei etwa die Hälfte ab und bis Okazaki verkehren.
Fast alle Stadt- und Regionalbusse halten im Busterminal neben dem Bahnhof Meitetsu Ichinomiya. Acht Linien der Gesellschaft Meitetsu Bus, die dort ihre Endstation haben, halten auch auf dem Vorplatz des Bahnhofs Owari-Ichinomiya.

## Anlage
Der Bahnhof steht an der Grenze zwischen den Stadtteilen Shinsei im Westen und Sakae im Osten. Einige hundert Meter entfernt befinden sich der Shintō-Schrein Masumida-jinja und die Shubun-Universität. Ansonsten ist die Umgebung von Wohn- und Geschäftsvierteln mittlerer Dichte geprägt. Die auf einem Viadukt befindliche Anlage ist annähernd von Süden nach Norden ausgerichtet und umfasst fünf Gleise, von denen vier dem Personenverkehr dienen. Sie liegen an zwei teilweise überdachten Mittelbahnsteigen, die Züge mit bis zu elf Wagen aufnehmen können. Im Osten dient ein weiteres Gleis dem Abstellen von Güter- und Bauzügen. Ein breiter, unter dem Viadukt gelegener zentraler Korridor in Ost-West-Richtung dient als Verteilerebene. Von dort aus sind die Bahnsteige über Treppen, Rolltreppen und Aufzüge erreichbar. Im Westen stellt der Korridor die Verbindung zum benachbarten Bahnhof Meitetsu Ichinomiya her.
Die Publikumsanlagen des Bahnhofs sind Teil des sieben Stockwerke hohen Gebäudekomplexes „i-building“. Der Stahlskelettbau wurde vom Architekturbüro Yamashita Sekkei entworfen und im Jahr 2012 fertiggestellt, seine Gesamtgeschossfläche beträgt mehr als 21.400 m². Er enthält die zentrale Stadtbibliothek, eine Versammlungshalle, das Touristeninformationszentrum, eine Kindertagesstätte, mehrere Läden, eine Kunstgalerie, eine Polizeiwache und ein Parkhaus. Zentrales Merkmal ist ein 44 m breites und 31 m tiefes Atrium, das sich vom dritten bis zum fünften Stockwerk erstreckt. Es handelt sich um eine halboffene Struktur ohne Wand an der Ostseite, in der sich Rolltreppen kreuzen und die ansonsten leer ist.
Im Fiskaljahr 2019 nutzten durchschnittlich 27.069 Fahrgäste täglich den Bahnhof.

## Bilder

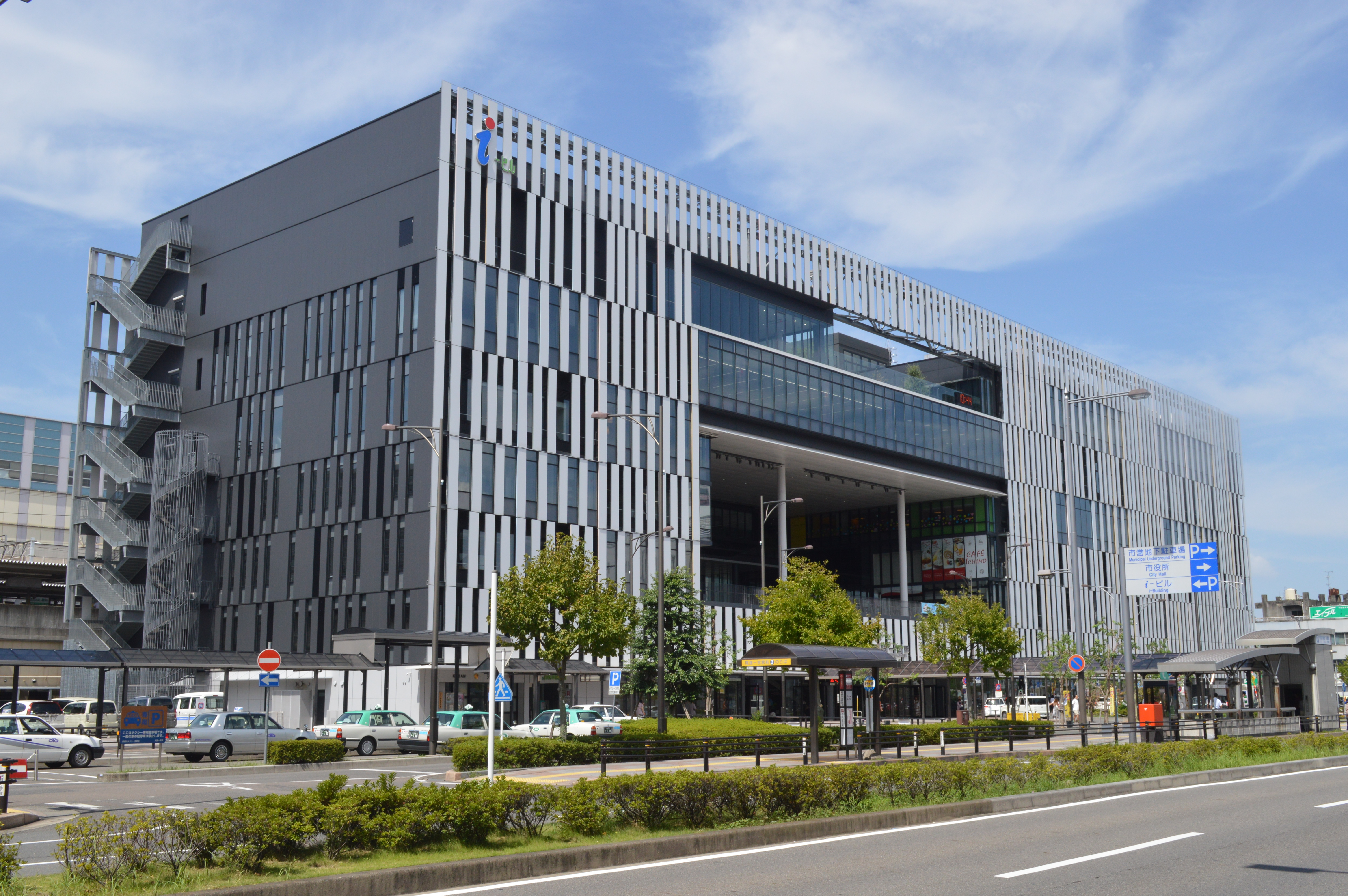
Gebäudekomplex „i-building“
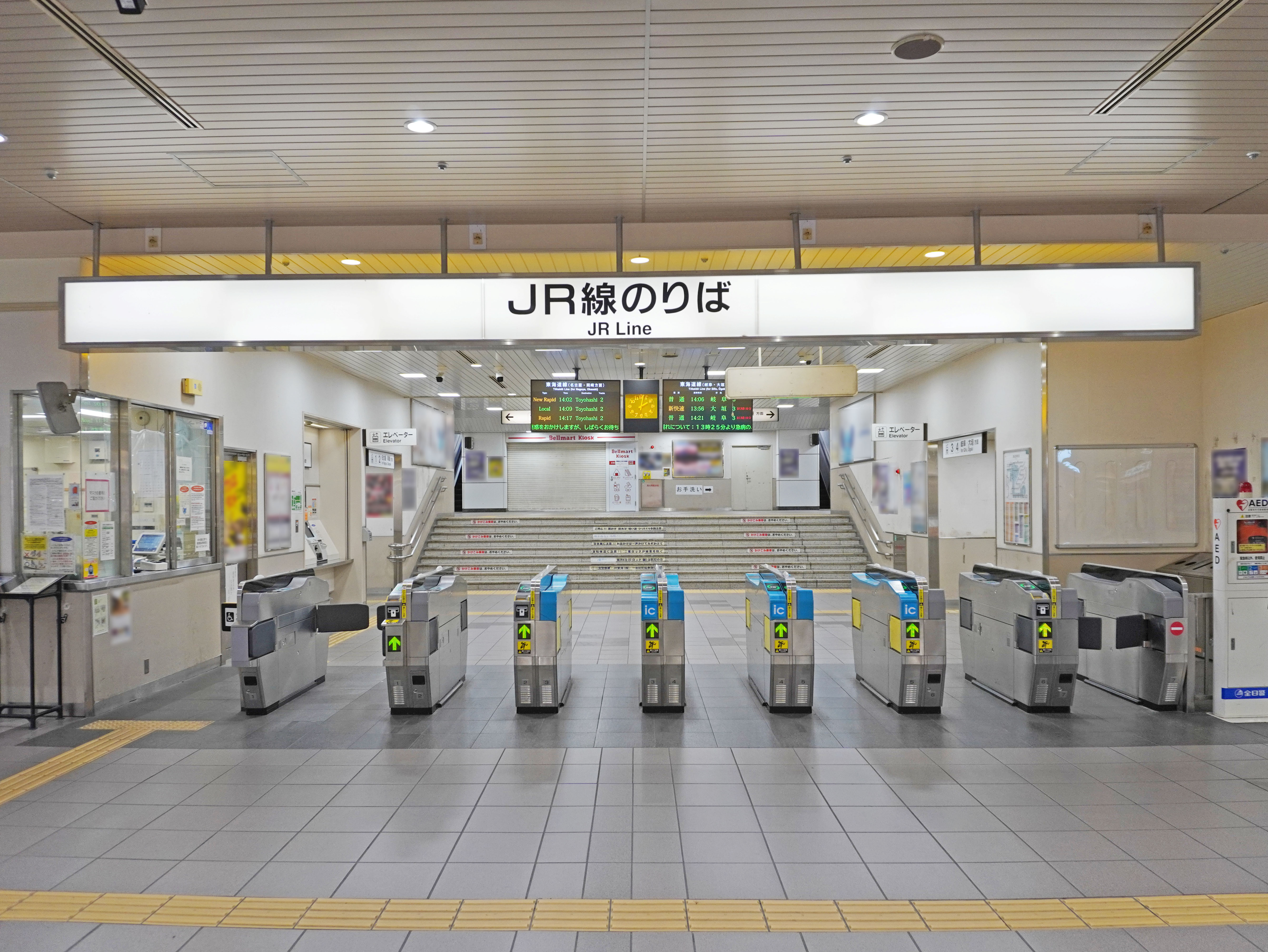
Bahnsteigsperren
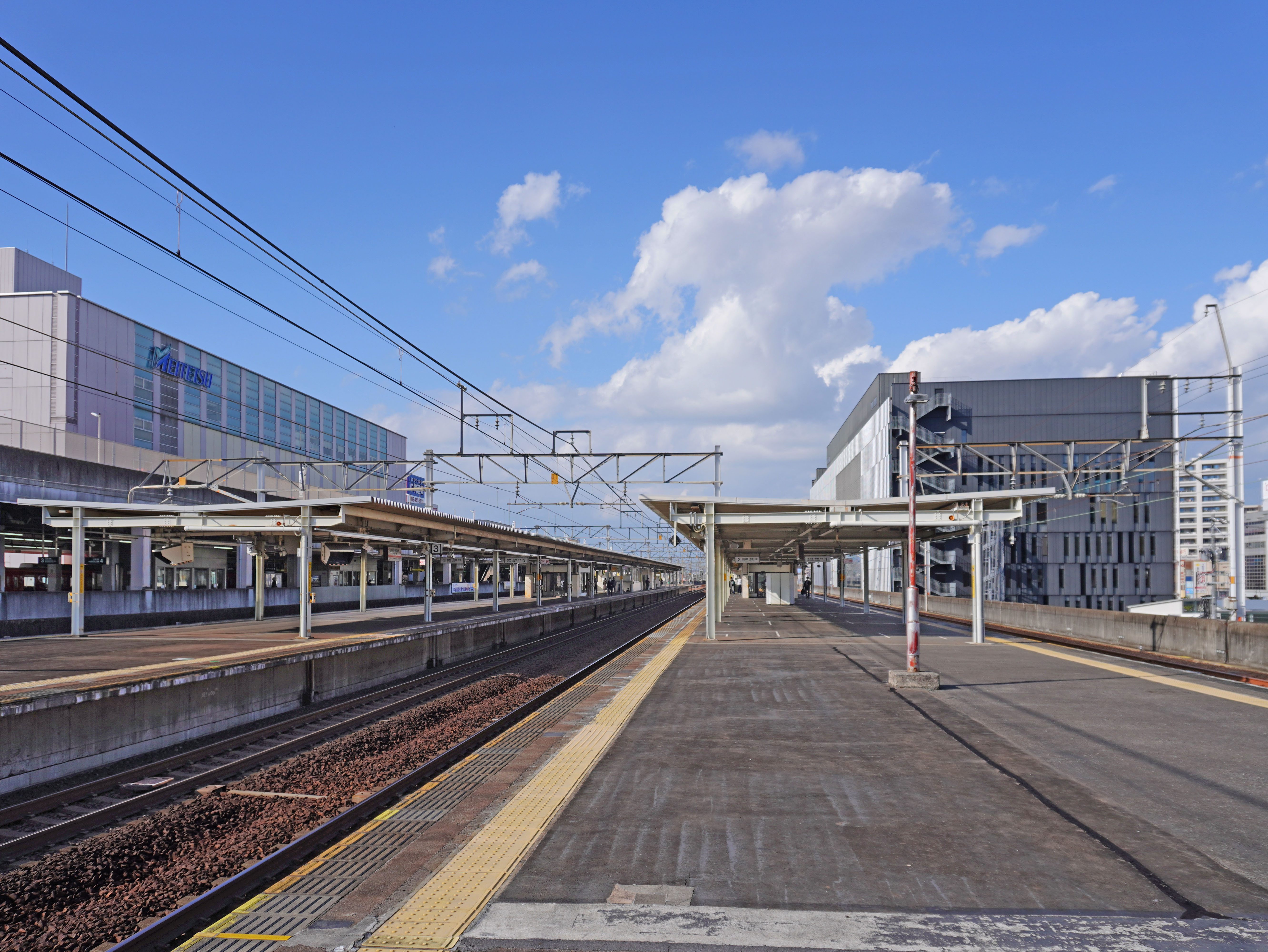
Bahnsteige
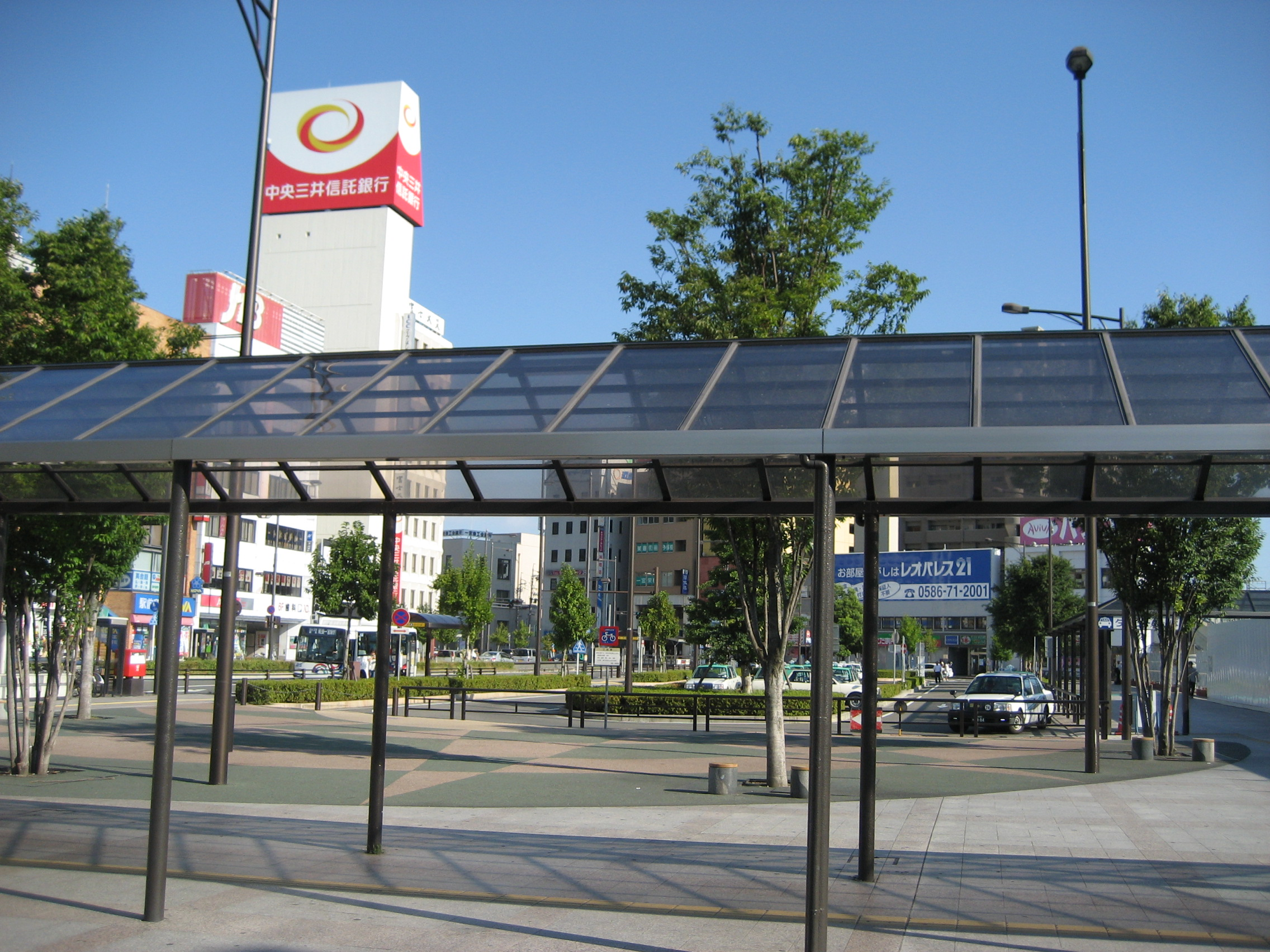
Vorplatz
Gleisplan inkl. Bahnhof Meitetsu Ichinomiya (oben)
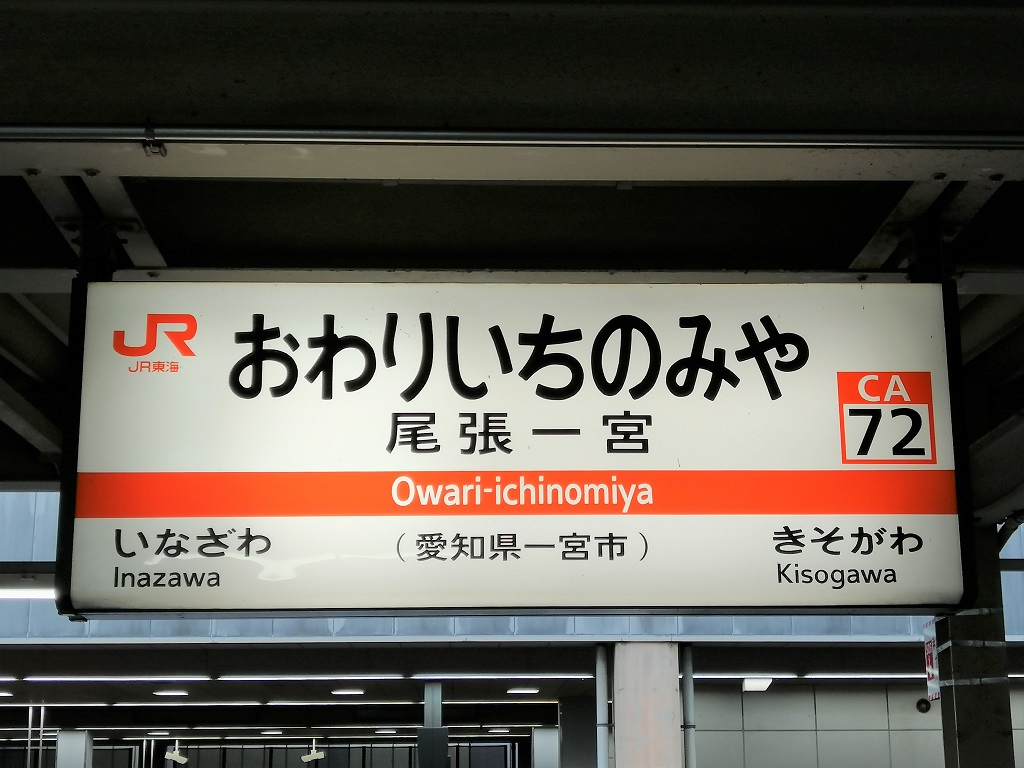
Bahnhofsschild (März 2022)

## Gleise
| 1/2 | ▉ Tōkaidō-Hauptlinie | Nagoya • Mikawa-Anjō • Toyohashi |
| 3/4 | ▉ Tōkaidō-Hauptlinie | Gifu • Maibara                   |

## Linien
| Verlauf der Tōkaidō-Hauptlinie (Toyohashi–Maibara) |
| --- |
| Toyohashi • Nishi-Kozakai • Aichi-Mito • Mikawa-Ōtsuka • Mikawa-Miya • Gamagōri • Mikawa-Shiotsu • Sangane • Kōda • Aimi • Okazaki • Nishi-Okazaki • Anjō • Mikawa-Anjō • Higashi-Kariya • Noda-Shinmachi • Kariya • Aizuma • Ōbu • Kyōwa • Minami-Ōdaka • Ōdaka • Kasadera • Atsuta • Kanayama • Otōbashi • Nagoya • Biwajima • Kiyosu • Inazawa • Owari-Ichinomiya • Kisogawa • Gifu • Nishi-Gifu • Hozumi • Ōgaki • Tarui • Sekigahara • Kashiwabara • Ōmi-Nagoka • Samegai • Maibara |

## Geschichte
Die staatliche Eisenbahnverwaltung eröffnete den Bahnhof am 1. Mai 1886 unter dem Namen Ichinomiya (一ノ宮), zusammen mit dem von Biwajima bis hierhin führenden Abschnitt der Tōkaidō-Hauptlinie. Genau einen Monat lang war hier Endstation, bis zur Inbetriebnahme des in nördlicher Richtung führenden Teilstücks nach Kisogawa am 1. Juni. Das Mino-Owari-Erdbeben am 28. Oktober 1891 zerstörte das Empfangsgebäude, die Strecke selbst war daraufhin fünfeinhalb Monate lang für den Bahnverkehr gesperrt. Am 1. Januar 1916 erhielt der Bahnhof seinen heutigen Namen. Aus Rationalisierungsgründen stellte die Japanische Staatsbahn am 1. Januar 1979 den Güterumschlag ein, am 1. November 1986 auch die Gepäckabfertigung. Im Rahmen der Staatsbahnprivatisierung ging der Bahnhof am 1. April 1987 in den Besitz der neuen Gesellschaft JR Central über.
Bereits im Juli 1980 hatte die Staatsbahn damit begonnen, die durch Ichinomiya führende ebenerdige Trasse auf einen Viadukt zu verlegen. Diese Maßnahme war notwendig geworden, da die höhengleichen Bahnübergänge rund um den Bahnhof immer länger geschlossen blieben und zunehmend ein Verkehrshindernis darstellten. Die Arbeiten zogen sich über ein Jahrzehnt lang hin und waren in mehrere Etappen eingeteilt. Abgeschlossen waren sie am 20. September 1993, während die zentrale Unterführung hinüber zum Bahnhof Meitetsu Ichinomiya bereits sieben Monate zuvor zur Verfügung stand. Im Mai 2007 begann der Abriss des Empfangsgebäudes, das zunächst durch ein Provisorium ersetzt wurde. Der Bau des Gebäudekomplexes „i-Building“ am selben Standort begann im Oktober 2010. Nach zweijähriger Bauzeit öffnete es seine Tore am 1. November 2012. Die zentrale Stadtbibliothek zog im Januar 2013 ein.